# يونيسف
اليونيسف (بالإنجليزية: UNICEF)‏ (The United Nations Children's Fund) وكانت تعرف بالاسم التالي: "United Nations International Children's Emergency Fund" أو منظمة الأمم المتحدة للطفولة. تأسست في 11 كانون الأول / ديسمبر 1946 بفضل تصويت بالإجماع في الدورة الأولى للجمعية العامة للأمم المتحدة. وتقرر وقتئذ أن يقدم صندوق الأمم المتحدة الدولي لرعاية الطفولة، كما كان يعرف آنذاك بتقديم إغاثة قصيرة الأجل للأطفال في فترة ما بعد الحرب العالمية الثانية في أوروبا.
وكانت اليونيسف، كما هي الآن، تموَّل بالكامل من التبرعات، وعندما لُبيت احتياجات أطفال أوروبا فور انتهاء الحرب، واستمرت اليونيسف في عملها بعد الحرب بوصفها منظمة تابعة للأمم المتحدة هي الوكالة الحكومية الوحيدة المكرسة للأطفال على وجه الحصر، والمفوضة من قبل حكومات العالم لتعزيز وحماية حقوق الأطفال ورفاهيتهم. وتشترك منظمات المجتمع المدني، بما فيها الشركاء من المنظمات الدولية غير الحكومية، بشكل كبير في أعمال اليونيسف في 158 دولة تمارس فيها اليونيسف نشاطها. كما يتم التشاور مع المنظمات غير الحكومية في المقر الرئيسي حول صياغة السياسة. وحالياً توظف اليونيسف أكثر من سبعة آلاف شخص يعملون في 155 بلد في سائر أنحاء العالم.

## تاريخ المنظمة

### 1959: إنشاء وكالة من أجل الأطفال
إن الأطفال في مختلف أنحاء العالم يواجهون دوامة مستمرة من المرض والفقر تحبط التنمية العالمية، وكانت مهمة اليونيسف هي مهمة قيمة ولا تزل لا تقدر بثمن. وكانت حجته هي الغالبة: ففي الوقت الذي أصبحت فيه اليونيسف جزءًا دائماً من الأمم المتحدة في عام 1953، كان عمر تلك المنظمة سبع سنوات، حيث كانت تعمل في حوالي 100 بلد.
وفي عام 1959، جاء في إعلان الأمم المتحدة لحقوق الطفل أن ما يعانيه ملايين من الأطفال من جوع وفقر ومرض وتمييز وجهل إنما يشكل انتهاكاً لحقوقهم الأساسية، ومن ثم تغيرت حياة الأطفال إلى الأبد.

### 1960 – 1979: عقود التنمية
وتقرر أن تقدم اليونيسف ما هو أكثر من مجرد الإغاثة الإنسانية. وفي الستينات والسبعينات من القرن العشرين أصبحت قضايا التغذية والصحة والتعليم والأسرة مجالات تركيز إضافية لليونيسف. وفي تلك الفترة كان نصف إنفاق اليونيسف يكرس للتعلُّم وأصبحت اليونيسف محط أنظار العالم في سنة 1965 لنيلها جائزة نوبل للسلام
وثبتت فعالية إدخال استراتيجيات غير باهظة التكلفة ـ من قبيل تقديم المغذيات الدقيقة واليود وفيتامين (أ) ومقويات الحديد ـ من أجل إنقاذ الأرواح.

### 1980 – 1989: حالة الطوارئ الصامتة
ورغم عقود من العمل الإنساني، وبحلول عام 1980 توفي حوالي 15 مليون طفل لأسباب يمكن منعها كل عام. ففي هذا الوقت، بدأت ثورة بقاء الطفل على قيد الحياة وهي: فقد بدأ تنظيم ’أيام الهدوء‘ لتحصين الأطفال في المناطق التي تشهد صراعات
وأصبح شعار ’التعليم للجميع‘ صيحة استنفار من أجل التنمية العالمية
ووجد الأطفال والنساء بأن الحروب وأعمال العنف، والانتشار وباء فيروس نقص المناعة البشرية / الإيدز تحاصر حياتهم بدرجة متزايدة.

### 1990 – 1999: الإقرار بحقوق الطفل
وأصبحت اتفاقية حقوق الطفل، التي اعتُمدت في عام 1990 من أكثر المعاهدات الدولية التي اعتُمدت دولياً في التاريخ. وأثناء هذا العقد أيضاً:
ضم مؤتمر القمة العالمي من أجل الطفل أكبر تجمع لقادة العالم
وتُعرِّض النزاعات وأعمال الإبادة الجماعية الأطفال للخطر نتيجة للألغام الأرضية والمجاعة والاتجار بهم، كما أنها تحرمهم من حقهم في أن ينعموا بطفولتهم.

### 2000 – 2006: الأطفال يمثلون محور التنمية
ولقد كانت الأهداف الإنمائية للألفية التي وُضعت في عام 2000 بمثابة مشروع للتنمية العالمية حتى سنة 2015. ومنذ بداية القرن الجديد:
احتلت مشاركة الشباب مركز الصدارة في الدورة الاستثنائية للأمم المتحدة المعنية بالأطفال
وكان لوباء فيروس نقص المناعة البشرية / الإيدز الشامل تأثير على حياة الأطفال لم يكن له مثيل من قبل، مما شكَّل تحديات جديدة فيما يتعلق بالتقدم الاجتماعي.

### الحاضر والمستقبل

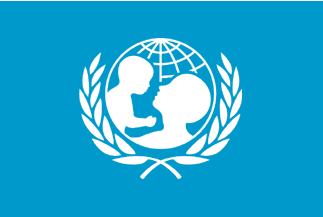
علم اليونيسف

وما بدأ كتجربة مؤقتة قبل 60 عاماً قد أصبحت اليونيسف الوكالة الرائدة في العالم فيما يتعلق بشؤون الأطفال. واليوم تعمل اليونيسف في أكثر من 190 بلداً، بحيث تعمل مع الناس والشركاء لجعل العالم مكانا أفضل للأجيال القادمة.
وستون عاماً هي مجرد غمضة عين في مسار التاريخ، ولكن في تلك الفترة الزمنية القصيرة أصبح العالم مكاناً مختلفاً تماماً بالنسبة للأطفال. وباسترشادنا بالأهداف الإنمائية للألفية ستواصل اليونيسف تطورها ومواجهة التحديات التي يواجهها الأطفال في عالم معقَّد ومدهش.

## منظمة اليونيسف
تُعد اليونيسف، بتواجدها القوي في 155 دولة، منظمة رائدة في العالم في مجال الدعوة لقضايا الأطفال.
يتمثل جوهر عمل اليونيسف في الأعمال الميدانية، بوجود 126مكتباً قطرياً يقوم بعضها بخدمة عدة دول. ويضطلع كل من هذه المكاتب بمهمة اليونيسف من خلال برنامج تعاون فريد تم إعداده مع الدولة المضيفة. ويركز البرنامج المعد لخمس سنوات على السبل العملية لإحقاق حق المرأة والطفل. ويتم تحليل احتياجاتهم في تقرير عن الحالة الذي يتم إعداده في بداية دورة كل برنامج. وتقوم المكاتب الإقليمية بتوجيه هذا العمل وتوفير المساعدة التقنية إذا دعت الحاجة إلى ذلك. ويعد عمل اليونيسف جزءاً كاملاً من أنشطة الأمم المتحدة في أي بلد.
وتدار المنظمة بصورة عامة من مقرها في نيويورك، حيث تُشكل السياسة العالمية المتعلقة بالأطفال. ومن بين المكاتب المتخصصة شعبة الإمدادات ومقرها كوبنهاغن، التي تعمل على توفير المواد الضرورية من قبيل معظم جرعات اللقاحات التي تنقذ حياة الأطفال في الدول النامية.
وتدير اليونيسف أيضا مركز إينوشنتي للأبحاث في فلورنسا، ومكاتب في اليابان وبروكسل تساعد في جمع التبرعات وإقامة الاتصالات مع صانعي السياسات.
وفي البداية، يسمع الكثير من الناس عن أعمال اليونيسف من خلال أنشطة 37 لجنة وطنية تعمل لصالح اليونيسف. وتقوم المنظمات الغير حكومية هذه بتعزيز حق الطفل، وبجمع الأموال، وببيع المنتجات وبطاقات التهنئة التي تصدرها اليونيسف، وبإقامة شراكات أساسية هامة، وبتقديم أشكال فيّمة أخرى من الدعم. وتقوم هذه اللجان بجمع ثلث موارد اليونيسف.
ومن بين حملات اللجان الوطنية المعروفة حملة «التبرع للأطفال عند دفع الحساب للفنادق»، حيث يتبرع نزلاء الفنادق لصالح اليونيسف بإضافة مبلغ على فاتورة الإقامة في الغرفة عند مغادرة النزيل؛ و«نقود للخير» التي تُمّكن ركاب الخطوط الجوية الدولية من التبرع بما تبقى معهم من عملات معدنية وورقية أجنبية؛ وحملة "Trick or Treat" لجمع التبرعات في عيد القديسين، حيث يقوم ملايين الأطفال في الولايات المتحدة وكندا والمكسيك وأيرلندا بجمع الأموال لصالح اليونيسف.
وتقدم صناديق التبرعات الدعم الكامل لليونيسف. وتساهم الحكومات بتوفير ثلثي مواردنا. كما تساهم المجموعات الخاصة وقرابة 6 ملايين شخص بتوفير ما تبقى من موارد عن طريق لجاننا الوطنية.
ويقوم المجلس التنفيذي المؤلف من 36 عضوا من ممثلي الحكومات بمراقبة وتوجيه جميع أعمال اليونيسف. إذ يقوم أعضاء المجلس بإعداد السياسات العامة والموافقة على البرامج، وإقرار الخطط الإدارية والمالية، والميزانية. وينتخب المجلس الاقتصادي والاجتماعي أعضاء المجلس لمدة ثلاث سنوات عادة.

## المجلس التنفيذي
المجلس التنفيذي هو هيئة حاكمة لليونيسف. ويعتبر أعضاؤه الستة والثلاثون الذين يعملون بتوافق الآراء، مسؤولين عن الإشراف على الأنشطة التي تقوم بها اليونيسف، والموافقة على سياسات المنظمة، والبرامج القطرية والميزانيات. ويتم تنسيق أعمال المجلس بواسطة المكتب ـ الرئيس وأربعة من نواب الرئيس ـ الذين يمثلون المجموعات الخمس الإقليمية للدول الأعضاء في الأمم المتحدة (أفريقيا، آسيا، أوروبا الشرقية، أمريكا اللاتينية ومنطقة الكاريبي وأوروبا الغربية ودول أخرى).
وفى عام 2006، سيعقد المجلس التنفيذي ثلاث دورات:
الدورة العادية الأولى ـ 16-20، 23 كانون الثاني/ يناير (وتشمل الاجتماع المشترك مع برنامج الأمم المتحدة الإنمائي/ صندوق الأمم المتحدة للسكان، والمجلس التنفيذي لبرنامج الغذاء العالمي، يومي 23 و 26 كانون الثاني/ يناير)
الدورة السنوية ـ 5- 9 حزيران/ يونيو الدورة العادية الثانية ـ 5- 8 أيلول/ سبتمبر
وفى نهاية كل سنة، يعتمد المجلس التنفيذى برنامج عمله للسنة التالية. واستنادا إلى هذا البرنامج، وقبل كل دورة، تعد أمانة اليونيسف تقارير من أجل تيسير مناقشات المجلس لكل بند من بنود جدول الأعمال. وتصدر هذه التقارير كوثائق رسمية للأمم المتحدة.
تعمل اليونيسف مع شركائها وداعميها لبناء عالم أفضل لكل الأطفال. والآن يمكنك دعوة بعض أطفال العالم إلى منزلك أو مكتبك من خلال شاشة توقف اليونيسف الجديدة
وتحتوي هذه الشاشة على اثنتي عشرة صورة جذابة تظهر مدى اختلاف وقوة الأطفال الذين تعمل معهم اليونيسف: ففيها يظهر الأطفال وهم يلعبون ساعة الغروب في كمبوديا...وتتجمع البنات البيروفية في المدرسة...وينظر الطلاب الصغار في ليبيريا إلى أعلى وتملأ الابتسامات وجوههم ومعهم ألواحهم...ويلعب الأطفال كرة القدم في ألبانيا...كل ذلك وغيره من الصور المفعمة بالحيوية يذكرك بأننا معًا نستطيع دفع الإنسانية إلى الأمام ويوجد ويفر باسم المؤسسة (ويفر اليونسيف)

## وصلات خارجية
- الموقع الرسمي